# 오윤동
오윤동은 대한민국의 영화 감독이다. 

## 영화
- 2006년 영화 《중천》 ... 제작지원
- 2015년 영화 《오디세오》 ... 라인 프로듀서
- 2016년 영화 《번개맨》 ... 스크린X 프로듀서
- 2016년 영화 《인천상륙작전》 ... 스크린X 스튜디오
- 2017년 영화 《군함도》 ... 스크린X 스튜디오
- 2017년 영화 《장산범》 ... 스크린X 프로듀서
- 2017년 영화 《뽀로로 극장판 공룡섬 대모험》 ... 스크린X 프로듀서
- 2018년 영화 《젝스키스 에이틴》 ... 프로듀서
- 2018년 영화 《염력》 ... 스크린X 프로듀서
- 2018년 영화 《곤지암》 ... 프로듀서
- 2018년 영화 《트와이스랜드》 ... 프로듀서
- 2018년 영화 《점박이 한반도의 공룡 2: 새로운 낙원》 ... 스크린X 프로듀서
- 2019년 영화 《언더독》 ... 스크린X 프로듀서
- 2019년 영화 《방탄소년단 : Love Your Self In Seoul 극장판》 ... 프로듀서
- 2019년 영화 《극장판 샤이닝스타:새로운 루나퀸의 탄생》 ... 프로듀서
- 2020년 영화 《아이즈 온 미:더 무비》 ... 제작
- 2020년 영화 《그대 고맙소:김호중 생애 첫 팬미팅 무비》 ... 감독 & 프로듀서
- 2021년 영화 《토이 솔져스:가짜사나이2 더 컴플리트》 ... 감독
- 2021년 영화 《뮤지컬 ‘몬테크리스토’: 더 뮤지컬 라이브》 ... 감독
- 2021년 영화 《블랙핑크 더 무비》 ... 감독
- 2021년 영화 《귀문》 ... 스크린X 제작총괄
- 2021년 영화 《몬스타엑스:더 드리밍》 ... 감독
- 2022년 영화 《세븐틴 파워 오브 러브:더 무비》 ... 감독
- 2022년 영화 《한산: 용의 출현》 ... 스크린X 제작책임
- 2022년 영화 《비상선언》 ... 스크린X 제작책임
- 2022년 영화 《인생은 뷰티풀:비타돌체》 ... 감독
- 2022년 영화 《4DX 문유》 ... 스크린X 제작총괄
- 2022년 영화 《한산 : 더 리덕스》 ... 스크린X 제작책임
- 2022년 영화 《앤시티 드림 더 무비:인 어 드림》 ... 감독
- 2022년 영화 《뮤지컬 ‘엑스칼리버’더 뮤지컬 다큐멘터리 : 도겸의 찬란한 여정》 ... 감독
- 2023년 영화 《방탄소년단 : Yet To Come in Cinema》 ... 감독
- 2023년 영화 《아임 히어로 더 파이널》 ... 감독